# Monteiro Lobato, São Paulo
Monteiro Lobato là một đô thị ở bang São Paulo của Brasil, tiểu vùng Campos do Jordão. Đô thị này nằm ở vĩ độ 22º57'24" độ vĩ nam và kinh độ 45º50'23" độ vĩ tây, trên khu vực có độ cao 685 m. Dân số năm 2004 ước tính là 3.736 người.

## Địa lý
Đô thị này có diện tích 332,7 km². Sua Mật độ dân số và mật độ 11,20 người/km²
Các đô thị giáp ranh là Sapucaí-Mirim (MG) về phía bắc, Santo Antônio do Pinhal về phía đông bắc, Tremembé, Taubaté và Caçapava về phía đông nam và São José dos Campos về phía tây.

## Thông tin nhân khẩu
Dữ liệu dân số theo điều tra dân số năm 2000
Tổng dân số: 3.615
- Dân số thành thị: 1.515
- Dân số nông thôn: 2.100
- Nam giới: 1.863
- Nữ giới: 1.752

Mật độ dân số (người/km²): 10,87
Tỷ lệ tử vong trẻ sơ sinh dưới 1 tuổi (trên một triệu người): 13,78
Tuổi thọ bình quân (tuổi): 72,37
Tỷ lệ sinh (số trẻ trên mỗi bà mẹ): 2,00
Tỷ lệ biết đọc biết viết: 85,47%
Chỉ số phát triển con người (HDI-M): 0,775
- Chỉ số phát triển con người - Thu nhập: 0,715
- Chỉ số phát triển con người - Tuổi thọ: 0,790
- Chỉ số phát triển con người - Giáo dục: 0,820

(Nguồn: IPEADATA)

### Sông ngòi
- Sông Buquira
- Sông do Peixe

### Các xa lộ
- SP-50